# Kolonodale
Kolonodale is een plaats in Indonesië. Het is gelegen op het eiland Sulawesi in de provincie Midden-Sulawesi. Kolonodale is de toegangspoort tot Morowali Garden.